# رویال رامبل (۲۰۱۹)
رویال رامبل (۲۰۱۹) (به انگلیسی: Royal Rumble) یک رویداد غیر رایگان (Pay-Per-View) در کشتی حرفه‌ای می‌باشد که توسط کمپانی دبلیودبلیوئی برای هردو برَند راو و اسمک‌دَون تهیه می‌شود و این دوره اش هم در ۲۷ ژانویه ۲۰۱۹ در مجموعه ورزشی چیس فیلد شهر فینیکس ایالت آریزونا برگزار شد. این رویداد سی‌ودومین رویال رامبل سالانه بود.

## زمینه‌سازی
رویال رامبل شامل مسابقاتی بین دشمنی‌های موجود، ماجراهای پیش آمده و استوری‌هایی خواهد بود که پیش از این در برنامه‌های راو یا اسمک داون پخش شده بود. کشتی‌گیرها با توجه به مسابقات یا سری اتفاقاتی که برایشان رخ می‌دهد و تنش را به حد اکثر می‌رساند، نقش منفی یا قهرمان به خود می‌گیرند.
طبق رسم هرساله در رویال رامبل، دو رقابت بَتِل رویال زنان و مردان بین کشتی گیران برگزار می‌شود به این صورت که هر ۹۰ ثانیه یک نفر وارد رینگ می‌شود. برنده بخش مردان این مسابقه، فرصت رقابت بر سر کمربند دبلیودبلیوئی یا کمربند یونیورسال دبلیودبلیوئی، و برنده زنان هم فرصت رقابت بر سر کمربند زنان راو یا کمربند زنان اسمک‌داون در رسلمانیا ۳۵ را پیدا خواهد کرد.

## نتایج
| #                                                                                                 | نتایج                                                                       | نوع مسابقه | مدت زمان |
| ------------------------------------------------------------------------------------------------- | --------------------------------------------------------------------------- | --- | -------- |
| ۱پ                                                                                                | بابی رود و چد گیبل پیروز مقابل اسکات داوسون و رِیزار (با همراهی دریک ماوریک) | مسابقه تگ تیم اگر داوسون و رِیزار برنده می‌شدند، هر دو گروه د ریوایوال و اِی‌اُپی یک مسابقه برای قهرمانی کمربندهای تگ تیم راو بدست میاوردند. | ۶:۵۵     |
| ۲پ                                                                                                | شینسکه ناکامورا پیروز مقابل روسف (c) (با همراهی لانا)                       | مسابقه تک نفره برای قهرمانی کمربند ایالات متحده                                                                                         | ۱۰:۱۵    |
| ۳پ                                                                                                | بادی مرفی (c) پیروز مقابل آکیرا توزاوا، هیدیو ایتامی، و کالیستو             | مسابقه مرگبار چهارجانبه برای قهرمانی کمربند میان‌وزن دبلیودبلیوئی                                                                        | ۱۲:۰۵    |
| ۴                                                                                                 | آسکا (c) پیروز مقابل بکی لینچ با تسلیم                                      | مسابقه تک نفره برای قهرمانی کمربند زنان اسمک‌داون                                                                                        | ۱۷:۱۰    |
| ۵                                                                                                 | د بار (سِزارو و شیمس) (c) مقابل شین مک‌ماهون و د میز                          | مسابقه تگ تیم برای قهرمانی کمربندهای تگ تیم اسمک‌داون                                                                                    | ۱۳:۲۰    |
| ۶                                                                                                 | راندا رَوزی (c) مقابل ساشا بنکس                                              | مسابقه تک نفره برای قهرمانی کمربند زنان راو                                                                                             | ۱۳:۵۵    |
| ۷                                                                                                 | بکی لینچ، پیروز با بیرون انداختن آخرین نفر یعنی شارلوت فلر                  | مسابقه ۳۰ نفره رویال رامبل زنان برای بدست آوردن مسابقه قهرمانی کمربند زنان راو یا اسمک‌داون در رسلمانیا ۳۵                               | ۱:۱۲:۰۰  |
| ۸                                                                                                 | دنیل براین (c) پیروز مقابل ای‌جی استایلز                                     | مسابقه تک نفره برای قهرمانی کمربند دبلیودبلیوئی                                                                                         | ۲۴:۳۵    |
| ۹                                                                                                 | براک لزنر (c) (با همراهی پل هیمن) پیروز مقابل فین بَلر با تسلیم              | مسابقه تک نفره برای قهرمانی کمربند یونیورسال دبلیودبلیوئی                                                                               | ۸:۴۰     |
| ۱۰                                                                                                | سث رالینز پیروز با بیرون انداختن آخرین نفر یعنی براون استرومن               | مسابقه ۳۰ نفره رویال رامبل برای بدست آوردن مسابقه قهرمانی کمربند دبلیودبلیوئی یا کمربند یونیورسال دبلیودبلیوئی در رسلمانیا ۳۵           | ۵۷:۳۵    |
| - (c) – نشان‌دهنده قهرمان(هایی) است که به میدان می‌روند - پ – نشان‌دهنده این است که مسابقه در پری–شو |                                                                             | |          |

### ترتیب واردشوندگان و شکست خوردگان در مسابقه رویال رامبل زنان
برَند
  – راو
  – اسمَک‌دَون
  – 205 Live
  – ان‌اکس‌تی
  – ان‌اکس‌تی یوکِی
  – بازیکن آزاد
  – برنده
| قرعه | کشتی‌گیر        | برند/وضعیت | ترتیب | حذف کننده             | مدت حضور | تعداد حذف شدگان توسط او |
| ---- | -------------- | ---------- | ----- | --------------------- | -------- | ----------------------- |
| 1    | لیسی ایوانس    | Free agent | ۱۱    | شارلوت فلر            | ۲۹:۲۰    | ۲                       |
| 2    | ناتالیا        | Raw        | ۲۳    | نایا جکس              | ۵۶:۰۱    | ۲                       |
| 3    | مندی رز        | SmackDown  | ۹     | نیومی                 | ۲۵:۵۰    | ۱                       |
| 4    | لیو مورگان     | Raw        | ۱     | ناتالیا               | ۰۰:۰۸    | ۰                       |
| 5    | میکی جیمز      | Raw        | ۲     | تَمینا                 | ۱۱:۳۸    | ۰                       |
| 6    | امبر مون       | Raw        | ۲۴    | الکسا بلیس            | ۵۲:۲۳    | ۰                       |
| 7    | بیلی کی        | SmackDown  | ۴     | لیسی ایوانس           | ۰۹:۲۵    | ۱                       |
| 8    | نیکی کراس      | Free agent | ۳     | بیلی کِی و پیتون رویس  | ۰۹:۰۰    | ۰                       |
| 9    | پیتون رویس     | SmackDown  | ۵     | لیسی ایوانس           | ۰۸:۳۸    | ۱                       |
| 10   | تَمینا          | Raw        | ۷     | شارلوت فلر            | ۰۸:۲۲    | ۱                       |
| 11   | ژیا لی         | NXT        | ۶     | شارلوت فلر            | ۰۴:۴۸    | ۰                       |
| 12   | سارا لوگان     | Raw        | ۸     | ناتالیا و کایری سین   | ۰۵:۳۸    | ۰                       |
| 13   | شارلوت فلر     | SmackDown  | ۲۹    | بکی لینچ              | ۵۰:۰۱    | ۵                       |
| 14   | کایری سین      | NXT        | ۱۵    | روبی رایت             | ۱۷:۰۰    | ۱                       |
| 15   | ماریا کانلیس   | 205 Live   | ۱۲    | آلیشا فاکس            | ۰۸:۱۲    | ۰                       |
| 16   | نِیومی          | SmackDown  | 10    | [ الف ]               | ۰۱:۲۸    | ۱                       |
| 17   | کندیس لوری     | NXT        | ۱۴    | روبی رایت             | ۰۹:۳۵    | ۰                       |
| 18   | آلیشا فاکس     | Raw        | ۱۳    | روبی رایت             | ۰۶:۵۵    | ۱                       |
| 19   | کیسی کاتانزارو | NXT        | ۱۶    | ری ریپلی              | ۱۰:۴۵    | ۰                       |
| 20   | زلینا وگا      | SmackDown  | ۱۸    | ری ریپلی              | ۱۱:۴۲    | ۰                       |
| 21   | روبی رایت      | Raw        | ۲۰    | بیلی                  | ۱۳:۰۸    | ۳                       |
| 22   | دینا بروک      | Raw        | ۱۷    | ری ریپلی              | ۰۷:۱۷    | ۰                       |
| 23   | یو شیرای       | NXT        | ۲۲    | نایا جکس              | ۱۳:۲۱    | ۰                       |
| 24   | ری ریپلی       | NXT UK     | ۲۱    | بیلی                  | ۰۷:۵۵    | ۳                       |
| 25   | سونیا دِویل     | SmackDown  | ۱۹    | الکسا بلیس            | ۰۴:۲۶    | ۰                       |
| 26   | الکسا بلیس     | Raw        | ۲۵    | بِیلی و کارمِلا         | ۱۲:۵۹    | ۲                       |
| 27   | بِیلی           | Raw        | ۲۷    | شارلوت فلر و نایا جکس | ۱۴:۲۷    | ۳                       |
| 28   | بکی لینچ       | SmackDown  | —     | برنده                 | ۱۳:۲۰    | ۲                       |
| 29   | نایا جکس       | Raw        | ۲۸    | بکی لینچ              | ۱۱:۵۹    | ۳                       |
| 30   | کارمِلا         | SmackDown  | ۲۶    | شارلوت فلر            | ۰۷:۱۲    | ۱                       |

1. ↑  مندی رز که نیومی را حذف کرد، خودش قبلتر حذف شده بود.
2. ↑  لانا بعنوان شماره بیست و هشت وارد شد ولی آسیب‌دیدگی قوزک پایش در مسابقه آغازین، او را از این رقابت بازداشت. به بکی لینچ اجازه داده شد تا جای او را بگیرد.

### ترتیب واردشوندگان و شکست خوردگان در مسابقه رویال رامبل مردان
برَند
  – راو
  – اسمَک‌دَون
  – ان‌اکس‌تی
  – ان‌اکس‌تی یوکِی
  – بازیکن آزاد
  – برنده
| قرعه | کشتی‌گیر            | برند/وضعیت | ترتیب | حذف کننده                     | مدت حضور | تعداد حذف شدگان توسط او |
| ---- | ------------------ | ---------- | ----- | ----------------------------- | -------- | ----------------------- |
| 1    | الایِس              | Raw        | ۵     | سث رالینز                     | ۱۵:۰۷    | ۱                       |
| 2    | جف جرت             | Free agent | ۱     | الایس                         | ۰۱:۲۰    | ۰                       |
| 3    | شینسکه ناکامورا    | SmackDown  | ۸     | مصطفی علی                     | ۱۷:۴۶    | ۱                       |
| 4    | کرت انگل           | Raw        | ۲     | شینسکه ناکامورا               | ۰۳:۱۵    | ۰                       |
| 5    | بیگ ای             | SmackDown  | ۴     | ساموآ جو                      | ۰۶:۰۱    | ۰                       |
| 6    | جانی گارگانو       | NXT        | ۹     | دین امبروز                    | ۱۳:۵۰    | ۱                       |
| 7    | جیندر ماهال        | Raw        | ۳     | جانی گارگانو                  | ۰۰:۳۰    | ۰                       |
| 8    | ساموآ جو           | SmackDown  | ۱۴    | مصطفی علی                     | ۲۳:۴۳    | ۳                       |
| 9    | کرت هاوکینز        | Raw        | ۷     | ساموآ جو                      | ۰۴:۰۹    | ۱                       |
| 10   | سث رالینز          | Raw        | —     | برنده                         | ۴۳:۲۶    | ۳                       |
| 11   | تایتوس اونیل       | Raw        | ۶     | کرت هاوکینز                   | ۰۰:۰۵    | ۰                       |
| 12   | کوفی کینگستون      | SmackDown  | ۱۲    | درو مک‌اینتایر                 | ۰۸:۵۳    | ۰                       |
| 13   | مصطفی علی          | SmackDown  | ۲۳    | نایا جکس                      | ۳۰:۰۰    | ۲                       |
| 14   | دین امبروز         | Raw        | ۱۳    | الستر بلک                     | ۱۲:۴۲    | ۱                       |
| 15   | نو وی هوزه         | Raw        | ۱۰    | ساموآ جو                      | ۰۰:۰۲    | ۰                       |
| 16   | درو مک‌اینتایر      | Raw        | ۲۲    | دالف زیگلر                    | ۲۰:۰۶    | ۴                       |
| 17   | [[ایکس زویر وودز]] | SmackDown  | ۱۱    | درو مک‌اینتایر                 | ۰۰:۰۳    | ۰                       |
| 18   | پیت دان            | NXT UK     | ۱۷    | درو مک‌اینتایر                 | ۱۱:۱۳    | ۰                       |
| 19   | آندراده            | SmackDown  | ۲۷    | براون استرومن                 | ۲۲:۳۱    | ۱                       |
| 20   | آپولو کروز         | Raw        | ۱۵    | بارون کوربین                  | ۰۵:۴۷    | ۰                       |
| 21   | الستر بلک          | NXT        | ۱۶    | بارون کوربین                  | ۰۶:۰۹    | ۱                       |
| 22   | شلتون بنجامین      | SmackDown  | ۲۰    | بران استرومن                  | ۰۹:۲۱    | ۰                       |
| 23   | بارون کوربین       | Raw        | ۱۹    | بران استرومن                  | ۰۷:۱۹    | ۲                       |
| 24   | جف هاردی           | SmackDown  | ۲۱    | براون استرومن و درو مک‌اینتایر | ۰۷:۵۵    | ۰                       |
| 25   | ری میستریو         | SmackDown  | ۲۵    | رندی اورتن                    | ۱۲:۳۰    | ۱                       |
| 26   | بابی لشلی          | Raw        | ۱۸    | ست رالینز                     | ۰۰:۱۳    | ۰                       |
| 27   | بران استرومن       | Raw        | ۲۹    | سث رالینز                     | ۱۴:۳۷    | ۵                       |
| 28   | دالف زیگلر         | Raw        | ۲۸    | براون استرومن                 | ۱۱:۳۴    | ۱                       |
| 29   | رندی اورتن         | SmackDown  | ۲۶    | آندراده                       | ۰۶:۰۰    | ٢                       |
| 30   | نایا جکس           | Raw        | ۲۴    | ری میستریو و رندی اورتن       | ۰۳:۱۱    | ۱                       |

1. ↑  نایا جکس به ورودی شماره سی یعنی آر-تروث حمله کرد و جای او را گرفت.

## موضوعات مرتبط
- فهرست قهرمانان کنونی دبلیودبلیوئی